# Perry (Karolina Południowa)
Perry – miasto w Stanach Zjednoczonych, w stanie Karolina Południowa, w hrabstwie Aiken.